# ラザロ (X-ファイルのエピソード)
「ラザロ」（原題:Lazarus）は『X-ファイル』のシーズン1第15話で、1994年2月4日にFOXが初めて放送した。

## スタッフ
- 監督：デヴィッド・ナッター
- 脚本：アレックス・ガンサ、ハワード・ゴードン

## キャスト

### レギュラー
- デイヴィッド・ドゥカヴニー - フォックス・モルダー特別捜査官
- ジリアン・アンダーソン - ダナ・スカリー特別捜査官

### ゲスト
- セック・ヴェレル - ルーラ・フィリップス
- クリストファー・オールポート - ジャック・ウィリス捜査官
- ジェイソン・ションビング - ウォーレン・デュプレ
- ジャクソン・デイヴィス - ブラスキン捜査官
- カラム・キース・レニー - トミー
- ジェイ・ブラゾー - ヴァメス教授
- ピーター・ケラミス - オデル

## ストーリー
スカリーはウィリス捜査官とともに、銀行強盗犯のウォーレンとルーラを逮捕しようとしていた。匿名の通報者からの情報に従って、2人は銀行に押し入ろうとしていたウォーレンを追い詰めることができた。ウォーレンはウィリス捜査官をショットガンで撃ったが、自身はスカリーに撃たれてしまった。ウォーレンは死んだが、ウィリスは奇跡的に生還した。不思議なことに、ウィリス捜査官に除細動を施すと、ウォーレンの死体が激しい上下動を起こす。
ウィリス捜査官は数日のうちに意識を取り戻したが、人格が変わっていた。ウィリス捜査官はウォーレンの死体を見ると、突然、死体の薬指を切り落とし、それにはめられていた結婚指輪を奪い、病院を脱走した。この異常な状況に困り果てたスカリーはモルダーに相談する。モルダーはスカリーから「ウィリス捜査官が去年からウォーレンとルーラの逮捕に執念を燃やしていたこと」「ウィリス捜査官はスカリーがFBIアカデミーで訓練を受けていた時の教官で、デートもしたことがあること」を聞き出す。ウォーレンの指の切断面を調べると、ウィリス捜査官は左利き用のはさみを使って切断したと判明した。しかし、ウィリス捜査官は右利きだった。この事実から、モルダーはウィリス捜査官の肉体にウォーレンの魂が宿ったのではないかと考える。2人はメリーランド大学カレッジパーク校で臨死体験を研究するヴァメス教授の元を訪れ、人格が急激に変わるときにはかなりのエネルギーが放出されるという知識を得る。
ウィリス捜査官は自身の腕にウォーレンが付けていたタトゥーが浮き上がってきているのを見る。ウィリス（ウォーレン）はルーラの兄・トミーがFBIに自分たちの情報を売ったのだろうと推測から、彼を殺害する。翌日、モルダーとスカリーがトミーの殺害現場を調査していると、ウィリス捜査官がやって来た。スカリーはウィリスにいくつかの質問をするが、ウィリスはそれに正確に答えた。しかし、モルダーがウィリスにスカリーのバースデー・カードにサインするよう求めると、スカリーの誕生日は数か月前だったにも拘らず、ウィリスは躊躇いもせずにサインした。スカリーはモルダーの言う「ウィリスの肉体にウォーレンの魂が宿った」という説を信用できず、臨死体験下で強いストレスを受けたため人格が変容したと考えていた。
そんな状況下で、ある地主がルーラの居場所をFBIに伝えてきた。スカリーとウィリスはルーラを逮捕するためにその場所へ向かった。スカリーがルーラを追い詰めると、ウィリスはスカリーに銃を突きつけ、スカリーに自分で自分に手錠をかけろと脅した。スカリーはルーラの家に誘拐され、殴りつけられた。ウィリスはルーラに自分がウォーレンであることを納得させることができた。ウィリスはモルダーに電話をかけ、スカリーを人質に取ったとモルダーを脅した。それを聞いたモルダーは怒りに震える。
ウィリスがソーダをがぶ飲みするのを見たスカリーは、ウィリスは糖尿病を患っており、インスリンの注射を打たなければならないことをウィリス（ウォーレン）とルーラに伝える。この話を聞いた2人はインスリンを手に入れるために薬局を襲撃する。2人はインスリンを手に入れるも、ルーラは自分をFBIに売ったという理由でウィリス（ウォーレン）にインスリンを渡そうとはしなかった。ルーラはモルダーに身代金として100万ドルを要求する。モルダーは飛行機まで使ってスカリーの救出作戦にとりかかる。
ウィリス（ウォーレン）は死んだふりをしていた。ルーラが結婚指輪を彼のそばに置いた隙を突いて、ウィリス（ウォーレン）はルーラの銃を奪い、彼女を射殺した。彼自身も間もなくインスリン不足で死んだ。現場に駆け付けたモルダーはスカリーを無事に救出する。その後、スカリーは遺体保管所でウィリスの遺品を受け取る。その中にはスカリーが誕生日プレゼントとしてウィリスに贈った腕時計があった。不思議なことにその腕時計は、ウィリスが亡くなった午前6時47分を指したまま動かなくなっていたのである。

## 製作
当初の構想では、モルダーの肉体にウォーレンの魂が宿るというストーリー展開が用意されていた。しかし、シーズン1の段階でモルダーやスカリーが直接的に超常現象に巻き込まれるのは早すぎると判断したFOXと製作スタッフの意向で、そのアイデアは没になった。ハワード・ゴードンは「僕たちとしては、モルダーに魂の入れ替わりを体験してほしかったんだがね」と振り返っている。のちにモルダーと他者の魂が入れ替わるという設定のエピソードとしてシーズン6第4話、第5話「ドリームランド」が製作されている。ゴードンは「モルダーを超常現象に巻き込まないと決めたことは、結果的には最良の選択だったと思う。そのおかげで、スカリーに恋人がいたという過去を垣間見せることができた。」と述べている。
冒頭の銀行強盗のシーンの撮影はバンクーバーで行われた。その際、ウォーレン役のジェイソン・ションビングの演技を見た見物人の一部がションビングを本物の銀行強盗と勘違いした。ウォーレンの拠点のシーンに使われたアパートの使用許可を取る際には、そのアパートに住む人のほとんどがアジア系だったため、通訳を雇って交渉に当たらねばならなかった。
スカリーが何者かに誘拐される展開や、彼女の誕生日の日付が2月23日であることが視聴者に明かされたのも本エピソードが初めてである。

## 評価
1994年2月4日、FOXは本エピソードを初めてアメリカで放映し、1210万人（720万世帯）が視聴した。
『エンターテインメント・ウィークリー』は本エピソードのC+評価を下し、「紅一点のスカリーは魅力的だが、それで十分というわけではない。ただ、脇を固める俳優たちはしっかりしている。」と評している。『A.V.クラブ』のザック・ハンドルンは本エピソードにB-評価を下し、「現実世界と絡むものがない。ウィリスとウォーレンの関係に焦点を当てたことはよかったが、物語の設定はほとんど掘り下げられないまま終わってしまった。」と述べている。『デン・オブ・ギーク』のマット・ハイは「出来のいい作品ではない。『Dr.マーク・スローン』に1エピソードのようだ。ただ、スカリーの過去を知ることができたのはよかった。」と批判している。『ティーブイ・スクオッド』のアンナ・ジョンスは「「ラザロ」は冒頭のシーンだけがいいエピソードだと思う」と述べている。
『X-ファイル』の製作総指揮を務めるクリス・カーターは本エピソードを高く評価しており、「とてもいい出来のエピソードだ。私は「ラザロ」がとても現実的なエピソードのように思える。「ラザロ」は超常現象を描いたSFテレビドラマというよりも、魂の入れ替わりが起こり得るか否かを問題にしたエピソードだった。キャスト陣は素晴らしい仕事をしてくれた。本当に怖いエピソードだよ。」と述べている。